# Симфонія № 35 (Моцарт)
Симфонія № 35, ре мажор, KV 385 Вольфганга Амадея Моцарта написана в 1782 році. Присвячена сімейству Гафнерів (Haffner), завдяки чому відома як Гафнер-симфонія.

## Структура
1. Allegro con spirito, 4/4
2. Andante, 2/4
3. Menuetto, 3/4
4. Presto, 2/2

## Ноти і література
Вікісховище має мультимедійні дані за темою: Симфонія № 35 (Моцарт)
- Ноти [Архівовано 9 лютого 2012 у Wayback Machine.] на IMSLP
- Стаття про симфонію на сайті belcanto.ru [Архівовано 13 грудня 2013 у Wayback Machine.]
- Dearling, Robert: The Music of Wolfgang Amadeus Mozart: The Symphonies Associated University Presses Ltd, London 1982 ISBN 0-8386-2335-2
- Kenyon, Nicholas: The Pegasus Pocket Guide to Mozart Pegasus Books, New York 2006 ISBN 1-933648-23-6
- Zaslav, Neal:Mozart's Symphonies: Context, Performance Practice, Reception OUP, Oxford 1991 ISBN 0-19-816286-3